# Obernützenbrugg
Obernützenbrugg (mundartlich: Nitsəbruk) ist ein Gemeindeteil der Gemeinde Hergensweiler im bayerisch-schwäbischen Landkreis Lindau (Bodensee).

## Geographie
Das Dorf liegt circa vier Kilometer nordöstlich des Hauptorts Hergensweiler. Nördlich des Orts verlaufen die Bundesstraße 12 und die Bahnstrecke Buchloe–Lindau. Ebenfalls nördlich befindet sich das Naturschutzgebiet Degermoos. Im Süden fließt die Leiblach, die hier die Grenze zu Beuren und Göritz in der Gemeinde Opfenbach bildet.

## Ortsname
Der Ortsname setzt sich aus dem mittelhochdeutschen Grundwort brucke für Brücke sowie dem Personennamen Nüeze zusammen und bedeutet somit (Siedlung bei) der Brücke des Nüeze. Der Präfix Ober- dient zur Unterscheidung vom südlicher gelegenen Unternützenbrugg.

## Geschichte
Obernützenbrugg vermutlich erstmals urkundlich im 14. Jahrhundert als de Nutzenbůch erwähnt. Die erste sichere Zuordnung des Orts ist im Jahr 1456 mit haintz klainer zů nützenbrugg. 1472 wurde ein Gut samt Mühle im Ort erwähnt. Im Jahr 1605 kam erstmals die Bezeichnung Obern Neuntzenbrugg auf. 1790 fand die Vereinödung Obernützenbruggs statt.